# Prosopocoilus antilopus antilopus
Prosopocoilus antilopus antilopus es una subespecie de coleóptero de la familia Lucanidae.

## Distribución geográfica
Habita en Etiopía.